# Раменский муниципальный округ
Ра́менский муниципа́льный о́круг — муниципальное образование на юго-востоке Московской области России, соответствующее по административно-территориальному делению городу областного подчинения Ра́менское с административной территорией.
Административный центр — город Раменское.
До 2019 года — Раменский район, административно-территориальная единица (район) и муниципальное образование (муниципальный район). 4 мая 2019 года Раменский муниципальный район был преобразован в Раменский городской округ. 28 июня 2019 года Раменский административный район был преобразован в город областного подчинения Раменское с административной территорией.
С 1 января 2025 года Раменский городской округ преобразован в Раменский муниципальный округ.

## География
Площадь составляет 1367,90 км². Расстояние от города Раменское до Москвы — 51 км.
Городской округ граничит на северо-западе с городским округом Люберцы и Ленинским городским округом, на севере — с городскими округами Балашихой, Богородским, Электросталью и Павловским Посадом, на востоке — с Орехово-Зуевским городским округом и городским округом Воскресенском, с юга — с городским округом Ступино, с юго-востока — с городским округом Домодедово, с северо-запада — с городским округом Лыткарино и со всех сторон ограничивает территорию городских округов Бронницы и Жуковский.
На территории района расположены город Раменское, а также 5 посёлков городского типа. До муниципальной реформы в состав района входило 26 сельских округов. Города Бронницы и Жуковский, не входящие в состав муниципального района, имеют статус городов областного подчинения с 1992 и 1952 года соответственно.
Основные реки — Москва, Пахра, Пехорка, Гжелка, Дорка, Македонка, Хрипань, Чернавка, Быковка, Куниловка.

## История
15 марта 1926 года рабочий посёлок Раменское получил статус города.
Раменский район был образован 12 июля 1929 года в составе Московского округа Московской области. В его состав вошли города Раменское, рабочий посёлок Октябрьский, дачные посёлки Быково, Ильинский и Удельная, а также следующие сельсоветы бывшей Московской губернии:
- из Богородского уезда:
  - из Карповской волости: Вороновский, Карповский, Коломинский, Кузяевский
- из Бронницкого уезда:
  - из Быковской волости: Быковский, Верейский, Власовский, Вялковский, Жилинский, Колонецкий, Михневский, Строкинский, Хрипаньковский
  - из Велино-Вохринской волости: Бритовский, Кривцовский, Малаховский, Рыбаковский
  - из Гжельской волости: Володинский, Гжельский, Григоровский, Жировский, Комеровский, Мининский, Новохаритоновский, Речицкий, Трошковский, Турыгинский, Фенинский
  - из Загорновской волости: Загорновский, Пласкининский
  - из Мячковской волости: Верхне-Мячковский, Заозерский, Камено-Тяжинский, Краснослободский, Нижне-Мячковский, Островецкий, Тураевский
  - из Раменской волости: Аксеновский, Дементьевский, Дергаевский, Донинский, Заболотьевский, Клишевский, Литвиновский, Новосельский, Поповковский, Сафоновский, Старковский
  - из Рождественской волости: Константиновский (селения Константиново и Плетениха)
  - из Софьинской волости: Васильевский, Синьковский, Софьинский, Становский, Шиловский
  - из Чулковской волости: Дурнихинский, Егановский, Какузьевский, Кулаковский, Михайлово-Слободский, Чулковский
- из Подольского уезда:
  - из Домодедовской волости: Володарский (селения Большая Володарка, Малая Володарка и Малое Саврасово), Новлянский (селение Новлянское), Прудковский (селения Большое Саврасово, Григорчиково, Прудки, Редькино и посёлок Сталино), Семивражский (селение Семивраги).

20 мая 1930 года из Ашитковского района в Раменский был передан Кузнецовский сельсовет.
20 июня 1936 года были упразднены Бритовский, Володинский, Вороновский, Дурнихинский, Жировский, Камено-Тяжинский, Коломинский, Комеровский, Краснослободский, Литвиновский, Мининский, Поповковский, Рыбаковский, Старковский, Строкинский, Трошковский и Тураевский с/с.
10 июля 1938 года был образован р.п.[неизвестный термин] Стаханово. 3 ноября образован д.п.[неизвестный термин] Кратово.
17 июля 1939 года были упразднены Заозерский, Какузьевский, Колонецкий, Кулаковский, Михайлово-Слободский, Новлянский (территория (селение Новлянское) была передана в Константиновский с/с), Прудковский (территория (селения Большое Саврасово, Григорчиково, Прудки, Редькино и посёлок Сталино) была передана в Володарский с/с), Семивражский (территория (селение Семивраги) была передана в Володарский с/с), Становский и Фенинский с/с.
23 апреля 1947 года р.п. Стаханово был преобразован в город Жуковский. 23 сентября был образован д. п. Овражки-Вялки.
22 июня 1951 года из Куровского района в Раменский был передан Арининский с/с.
27 июля 1951 года Жилинский с/с был передан в Ухтомский район. Из Володарского с/с Раменского района в Шестовский с/с Подольского района было передано селение Семивраги, а из Константиновского с/с Раменского района в Яковлевский с/с Подольского района было передано селение Новлянское.
25 января 1952 года были упразднены Аксеновский, Арининский, Власовский и Донинский с/с. Образован Строкинский с/с. 4 декабря 1952 года город Жуковский получил статус города областного подчинения.
10 апреля 1953 года из Володарского с/с в Нижне-Мячковский были переданы селения Прудки и Редькино.
14 июня 1954 года были упразднены Васильевский, Верейский, Верхне-Мячковский, Володарский (территория (селения Большая Володарка, Большое Саврасово, Григорчиково, Малая Володарка, Малое Саврасово и посёлок Сталино) была передана в Сталинский с/с) Григоровский, Дергаевский, Загорновский, Клишевский, Константиновский (территория (селения Константиново и Плетениха) была передана в Сталинский с/с), Кривцовский, Кузяевский, Малаховский, Михневский, Новосельский, Пласкининский, Турыгинский, Хрипаньковский и Шиловский с/с. Образован Сталинский (путём объединения Володарского (селения Большая Володарка, Большое Саврасово, Григорчиково, Малая Володарка, Малое Саврасово и посёлок Сталино) и Константиновского (селения Константиново и Плетениха) с/с) с/с.
9 декабря 1954 года город Раменское отнесен к категории городов областного подчинения (Указ Президиума Верховного совета РСФСР) (Ведомости Верховного Совета СССР. — 1954. — № 24 (818) от 29 декабря. — С. 837).
13 апреля 1955 года д.п. Овражки-Вялки был переименован в Родники.
7 февраля 1958 года из Воскресенского района в Раменский был передан Юровский с/с. 30 июня был упразднён Синьковский с/с и образован Рыбаковский (в его состав вошли селения Белозериха, Захариха, Малахово и Рыбаки Софьинского с/с) с/с.
3 июня 1959 года Раменский район был упразднён, а его территория (р.п. Октябрьский; д.п. Быково, Ильинский, Кратово, Родники и Удельная; Быковский, Гжельский, Дементьевский, Егановский, Заболотьевский, Карповский, Кузнецовский, Нижне-Мячковский, Новохаритоновский, Островецкий, Речицкий, Рыбаковский, Сафоновский, Софьинский, Сталинский (селения Большая Володарка, Большое Саврасово, Григорчиково, Константиново, Малая Володарка, Малое Саврасово, Плетениха и посёлок Сталино), Строкинский, Чулковский и Юровский сельсоветы) передана в Люберецкий район.
28 июля 1960 года Люберецкий район был переименован в Раменский, центром района утвержден город Раменское. В его состав вошли город Бронницы; р.п. Октябрьский; д.п. Быково, Ильинский, Кратово, Малаховка, Родники и Удельная; с/с Быковский, Вохринский, Вялковский, Гжельский, Дементьевский, Денежниковский, Егановский, Заболотьевский, Заворовский, Карповский, Копнинский (селения Зюзино, Копнино и Полушкино, Опытное Поле), Кузнецовский, Марусинский, Натальинский, Нижне-Мячковский, Никитский, Никулинский, Новохаритоновский, Островецкий, Речицкий, Рыбаковский, Рыболовский, Салтыковский, Сафоновский, Сельвачевский, Софьинский, Сталинский, Строкинский, Ульянинский, Чулковский и Юровский.
20 августа 1960 года был упразднён Никулинский (селения Бояркино, Марково и Петровское были переданы в Бояркинский с/с, селения Забусово, Захарово, Колупаево, Локтевая, Никулино, Слободка, Топорово и Фомино — в Вохринский с/с) с/с и образован Ганусовский с/с. Рыбаковский с/с был переименован в Бояркинский (селения Белозериха, Захариха, Малахово и Рыбаки).
30 сентября 1960 года Сталинский с/с был передан в Ульяновский район.
13 февраля 1961 года д.п. Малаховка был преобразован в рабочий посёлок. Образован д.п. Красково. 5 сентября Натальинский с/с был переименован в Никоновский, а Марусинский с/с — в Кореневский.
12 февраля 1962 года д.п. Быково был преобразован в рабочий посёлок.
1 февраля 1963 года Раменский район был вновь упразднён (его сельсоветы переданы в Люберецкий укрупнённый сельский район), но уже 13 января 1965 года восстановлен. В его состав вошли город Бронницы; р.п. Быково; д.п. Ильинский, Кратово, Родники, Удельная; с/с Бояркинский (селения Белозериха, Бояркино, Захариха, Малахово, Марково, Петровское и Рыбаки), Быковский, Вохринский, Вялковский, Ганусовский, Гжельский, Дементьевский, Денежниковский, Егановский, Заболотьевский, Заворовский, Карповский, Копнинский (селения Зюзино, Копнино и Полушкино, Опытное Поле), Кузнецовский, Малышевский, Нижне-Мячковский, Никитский, Никоновский, Новохаритоновский, Островецкий, Речицкий, Рыболовский, Сафоновский, Сельвачевский, Софьинский, Строкинский, Ульянинский, Чулковский и Юровский.
11 сентября 1967 года были упразднены Бояркинский (селения Белозериха, Захариха, Малахово и Рыбаки были переданы в Заболотьевский с/с, а селения Бояркино, Марково и Петровское — в Кузнецовский с/с) и Егановский с/с. Сельвачевский с/с был переименован в Константиновский. Образован Тимонинский с/с.
10 марта 1975 года д.п. Ильинский был преобразован в рабочий посёлок.
30 декабря 1977 года был упразднён Нижне-Мячковский с/с.
30 марта 1992 года город Бронницы отнесен к категории городов областного подчинения (Указ Президиума Верховного совета Российской Федерации) (Ведомости Съезда народных депутатов Российской Федерации и Верховного Совета Российской Федерации. — 1992. — № 15 от 9 апреля. — С. 1047).
3 февраля 1994 года сельсоветы были преобразованы в сельские округа.
8 июля 1998 года был упразднён Копнинский с/о (территория (селения Зюзино, Копнино и Полушкино, Опытное Поле) передана в Вялковский с/о).
1 февраля 2001 года город Раменское утратил статус города областного подчинения (Закон Московской области от 17 января 2001 года № 12/2001-ОЗ, «Подмосковные известия», № 20, 01.02.2001).
27 декабря 2002 года были упразднены Вохринский, Денежниковский, Заворовский, Карповский, Малышевский, Никитский, Речицкий и Строкинский с/о.
4 мая 2019 года Раменский муниципальный район был упразднён, а все входившие в него городские и сельские поселения объединены в новое единое муниципальное образование — Раменский городской округ. 28 июня 2019 года Раменский административный район был преобразован в город областного подчинения Раменское с административной территорией.
26 декабря 2024 года часть территории Раменского городского округа площадью 29,49 кв. км., с находящимися на ней населёнными пунктами село Верхнее Мячково, посёлок Всесоюзного электротехнического института имени Ленина, деревня Михнево, посёлок Опытное Поле, деревня Островцы, село Сельцо, была передана в городской округ Люберцы, в результате чего площадь Раменского городского округа изменилась с 1397,39 кв. км. до 1367,90 кв. км.

## Население
| 1931     | 1939     | 1970     | 1979     | 1989     | 2002     | 2006     | 2009     |
| -------- | -------- | -------- | -------- | -------- | -------- | -------- | -------- |
| 89 841   | ↗160 795 | ↘151 630 | ↘150 626 | ↗153 215 | ↗217 939 | ↗219 210 | ↗221 982 |
| 2010     | 2011     | 2012     | 2013     | 2014     | 2015     | 2016     | 2017     |
| ↗256 375 | ↗264 523 | →264 523 | ↗269 115 | ↗273 084 | ↗278 632 | ↗286 836 | ↗292 649 |
| 2018     | 2019     |          |          |          |          |          |          |
| ↗298 912 | ↗305 988 |          |          |          |          |          |          |

### Национальный состав
Согласно переписи населения 2010 года:
- Русские — 235520
- Украинцы — 3607
- Армяне — 2917
- Узбеки — 2503
- Татары — 1930
- Таджики — 1644
- Молдаване — 1501
- Белорусы — 747
- Мордва — 723
- Азербайджанцы — 687
- другие — 3683
- не указавшие — 913

По итогам переписи населения 2020 года проживали следующие национальности (национальности менее 0,1 % и другое, см. в сноске к строке «Другие»):
| Национальность | Численность, чел. | Доля     |
| -------------- | ----------------- | -------- |
| Русские        | 252 357           | 76,11 %  |
| Узбеки         | 6044              | 1,82 %   |
| Армяне         | 3286              | 0,99 %   |
| Таджики        | 3237              | 0,98 %   |
| Украинцы       | 1989              | 0,60 %   |
| Татары         | 1458              | 0,44 %   |
| Киргизы        | 920               | 0,28 %   |
| Молдаване      | 707               | 0,21 %   |
| Белорусы       | 541               | 0,16 %   |
| Азербайджанцы  | 526               | 0,16 %   |
| Мордва         | 396               | 0,12 %   |
| Другие         | 60 123            | 18,13 %  |
| Итого          | 331 584           | 100,00 % |

## Территориальное устройство
К 2002 году Раменский район включал 1 город районного подчинения, 5 пгт и 26 сельских округов.
| - Быковский сельский округ - Вохринский сельский округ - Вялковский сельский округ - Ганусовский сельский округ - Гжельский сельский округ - Дементьевский сельский округ - Денежниковский сельский округ - Заболотьевский сельский округ - Заворовский сельский округ | - Карповский сельский округ - Константиновский сельский округ - Кузнецовский сельский округ - Малышевский сельский округ - Никитский сельский округ - Никоновский сельский округ - Новохаритоновский сельский округ - Островецкий сельский округ - Речицкий сельский округ | - Рыболовский сельский округ - Сафоновский сельский округ - Софьинский сельский округ - Строкинский сельский округ - Тимонинский сельский округ - Ульянинский сельский округ - Чулковский сельский округ - Юровский сельский округ |

К 2005 году число сельских округов в районе сократилось до 18: в 2002 году Вохринский сельский округ включён в Рыболовский, Денежниковский — в Тимонинский, Заворовский — в Никоновский, Карповский — в Новохаритоновский, Малышевский — в Ганусовский, Никитский — в Ульянинский, Речицкий — в Гжельский, Строкинский — в Вялковский.
В муниципальное образование Раменский муниципальный район с 2006 до 2019 гг. входило 21 муниципальное образование, в том числе: 6 городских и 15 сельских поселений:
| №        | Муниципальное образование | Административный центр    | Количество населённых пунктов | Население | Площадь, км2 |
| -------- | ------------------------- | ------------------------- | ----------------------------- | --------- | ------------ |
| 1e-06    | Городские поселения:      |                           |                               |           |              |
| 1        | Раменское                 | город Раменское           | 2                             | ↗122 157  | 60,93        |
| 2        | Быково                    | рабочий посёлок Быково    | 2                             | ↗10 937   | 10,22        |
| 3        | Ильинский                 | рабочий посёлок Ильинский | 1                             | ↗11 341   | 10,76        |
| 4        | Кратово                   | дачный посёлок Кратово    | 7                             | ↘13 722   | 87,75        |
| 5        | Родники                   | дачный посёлок Родники    | 1                             | ↗5225     | 2,74         |
| 6        | Удельная                  | дачный посёлок Удельная   | 1                             | ↗15 042   | 5,30         |
| 6.000002 | Сельские поселения:       |                           |                               |           |              |
| 7        | Верейское                 | деревня Верея             | 6                             | ↘6462     | 11,57        |
| 8        | Вялковское                | деревня Осеченки          | 13                            | ↗7092     | 70,62        |
| 9        | Ганусовское               | посёлок Рылеево           | 19                            | ↗5907     | 92,00        |
| 10       | Гжельское                 | село Речицы               | 14                            | ↗12 380   | 111,67       |
| 11       | Заболотьевское            | село Новое                | 9                             | ↘11 309   | 25,07        |
| 12       | Константиновское          | село Константиново        | 19                            | ↗6253     | 120,00       |
| 13       | Кузнецовское              | деревня Кузнецово         | 13                            | ↗11 632   | 90,75        |
| 14       | Никоновское               | село Никоновское          | 22                            | ↗5022     | 148,63       |
| 15       | Новохаритоновское         | посёлок Электроизолятор   | 20                            | ↘10 573   | 83,89        |
| 16       | Островецкое               | деревня Островцы          | 4                             | ↗13 506   | 22,89        |
| 17       | Рыболовское               | село Рыболово             | 22                            | ↗5825     | 126,27       |
| 18       | Сафоновское               | посёлок Дубовая Роща      | 9                             | ↗10 246   | 50,60        |
| 19       | Софьинское                | село Софьино              | 20                            | ↗8915     | 106,33       |
| 20       | Ульянинское               | село Ульянино             | 20                            | ↗4759     | 112,00       |
| 21       | Чулковское                | посёлок имени Тельмана    | 14                            | ↗7683     | 88,00        |

### Населённые пункты
В Раменском городском округе 232 населённых пункта:
| №   | Населённый пункт                | Тип                     | Население | Муниципальное образование            |
| --- | ------------------------------- | ----------------------- | --------- | ------------------------------------ |
| 1   | Агашкино                        | деревня                 | ↗101      | сельское поселение Никоновское       |
| 2   | Аксёново                        | деревня                 | ↗543      | сельское поселение Вялковское        |
| 3   | Амирово                         | деревня                 | ↗138      | сельское поселение Никоновское       |
| 4   | Антоново                        | деревня                 | ↗537      | сельское поселение Новохаритоновское |
| 5   | Апариха                         | деревня                 | ↘89       | городское поселение Быково           |
| 6   | Аргуново                        | деревня                 | ↗58       | сельское поселение Ульянинское       |
| 7   | Аринино                         | деревня                 | ↘199      | сельское поселение Новохаритоновское |
| 8   | Арменево                        | деревня                 | ↗79       | сельское поселение Никоновское       |
| 9   | Бахтеево                        | деревня                 | ↗422      | сельское поселение Новохаритоновское |
| 10  | Белозериха                      | деревня                 | ↗44       | сельское поселение Заболотьевское    |
| 11  | Бельково                        | деревня                 | ↘24       | сельское поселение Рыболовское       |
| 12  | Бисерово                        | деревня                 | ↗204      | сельское поселение Кузнецовское      |
| 13  | Бисерово                        | село                    | ↗79       | сельское поселение Рыболовское       |
| 14  | Большое Ивановское              | деревня                 | ↗61       | сельское поселение Никоновское       |
| 15  | Боршева                         | село                    | ↗284      | сельское поселение Рыболовское       |
| 16  | Бояркино                        | деревня                 | ↘320      | сельское поселение Кузнецовское      |
| 17  | Бритово                         | деревня                 | ↗171      | сельское поселение Софьинское        |
| 18  | Бронницы                        | посёлок станции         | ↘1174     | сельское поселение Кузнецовское      |
| 19  | Бубново                         | деревня                 | ↗66       | сельское поселение Ульянинское       |
| 20  | Булгаково                       | деревня                 | ↗64       | сельское поселение Ульянинское       |
| 21  | Быково                          | посёлок городского типа | ↗8895     | городское поселение Быково           |
| 22  | Быково                          | село                    | ↗1721     | сельское поселение Верейское         |
| 23  | Василево                        | деревня                 | ↗34       | сельское поселение Ганусовское       |
| 24  | Васильево                       | деревня                 | ↗28       | сельское поселение Софьинское        |
| 25  | Верея                           | деревня                 | ↗1940     | сельское поселение Верейское         |
| 26  | Вертячево                       | деревня                 | ↗35       | сельское поселение Софьинское        |
| 27  | Верхнее Велино                  | деревня                 | ↗171      | сельское поселение Софьинское        |
| 28  | Вишняково                       | деревня                 | ↗37       | сельское поселение Ганусовское       |
| 29  | Вишняково                       | село                    | ↘16       | сельское поселение Константиновское  |
| 30  | Владимировка                    | деревня                 | ↗47       | сельское поселение Рыболовское       |
| 31  | Власово                         | деревня                 | ↗119      | сельское поселение Вялковское        |
| 32  | Воловое                         | деревня                 | ↗144      | сельское поселение Ганусовское       |
| 33  | Володино                        | деревня                 | ↗350      | сельское поселение Новохаритоновское |
| 34  | Вороново                        | деревня                 | ↗49       | сельское поселение Новохаритоновское |
| 35  | Воскресенское                   | село                    | ↗19       | сельское поселение Константиновское  |
| 36  | Вохринка                        | деревня                 | ↗966      | сельское поселение Рыболовское       |
| 37  | Вялки                           | деревня                 | ↗1351     | сельское поселение Вялковское        |
| 38  | Галушино                        | деревня                 | ↗4        | сельское поселение Константиновское  |
| 39  | Ганусово                        | посёлок                 | ↗651      | сельское поселение Ганусовское       |
| 40  | Ганусово                        | село                    | ↗89       | сельское поселение Ганусовское       |
| 41  | Гжелка                          | посёлок                 | ↘241      | сельское поселение Сафоновское       |
| 42  | Гжель                           | посёлок                 | ↗424      | сельское поселение Гжельское         |
| 43  | Гжель                           | село                    | ↗1006     | сельское поселение Гжельское         |
| 44  | Гжельского кирпичного завода    | посёлок                 | →1880     | сельское поселение Гжельское         |
| 45  | Глебово                         | деревня                 | ↗209      | сельское поселение Гжельское         |
| 46  | Головино                        | деревня                 | →15       | сельское поселение Ганусовское       |
| 47  | Григорово                       | деревня                 | ↗214      | сельское поселение Гжельское         |
| 48  | Григорово                       | село                    | ↗16       | сельское поселение Никоновское       |
| 49  | Давыдово                        | село                    | ↗187      | сельское поселение Ульянинское       |
| 50  | Дементьево                      | деревня                 | ↗524      | городское поселение Кратово          |
| 51  | Денежниково                     | деревня                 | ↘17       | сельское поселение Константиновское  |
| 52  | Денежниково                     | посёлок                 | ↗977      | сельское поселение Константиновское  |
| 53  | Денисьево                       | деревня                 | ↗14       | сельское поселение Никоновское       |
| 54  | Дергаево                        | деревня                 | →2254     | городское поселение Раменское        |
| 55  | Донино                          | деревня                 | ↘446      | городское поселение Кратово          |
| 56  | Дор                             | деревня                 | ↗22       | сельское поселение Ганусовское       |
| 57  | Дружба                          | посёлок                 | ↘3817     | сельское поселение Кузнецовское      |
| 58  | Дубовая Роща                    | посёлок                 | ↘4120     | сельское поселение Сафоновское       |
| 59  | Дурниха                         | деревня                 | ↗381      | сельское поселение Софьинское        |
| 60  | Дьяково                         | деревня                 | ↗54       | сельское поселение Константиновское  |
| 61  | Еганово                         | село                    | ↗265      | сельское поселение Чулковское        |
| 62  | Ждановское                      | деревня                 | ↘35       | сельское поселение Константиновское  |
| 63  | Жирово                          | деревня                 | ↗399      | сельское поселение Новохаритоновское |
| 64  | Жирошкино                       | деревня                 | ↗194      | сельское поселение Ганусовское       |
| 65  | Жуково                          | деревня                 | ↗26       | сельское поселение Чулковское        |
| 66  | Заболотье                       | деревня                 | ↗1205     | сельское поселение Заболотьевское    |
| 67  | Забусово                        | деревня                 | ↗28       | сельское поселение Рыболовское       |
| 68  | Заворово                        | село                    | ↗1245     | сельское поселение Никоновское       |
| 69  | Загорново                       | село                    | ↗932      | сельское поселение Сафоновское       |
| 70  | Залесье                         | деревня                 | ↗18       | сельское поселение Ганусовское       |
| 71  | Заозерье                        | деревня                 | ↗235      | сельское поселение Островецкое       |
| 72  | Запрудное                       | деревня                 | ↗59       | сельское поселение Софьинское        |
| 73  | Захариха                        | деревня                 | ↘96       | сельское поселение Заболотьевское    |
| 74  | Захарово                        | село                    | ↗628      | городское поселение Кратово          |
| 75  | Захарово                        | деревня                 | ↗66       | сельское поселение Рыболовское       |
| 76  | Зелёная Слобода                 | село                    | ↗91       | сельское поселение Чулковское        |
| 77  | Зюзино                          | село                    | ↗1036     | сельское поселение Вялковское        |
| 78  | Ивановка                        | деревня                 | ↘171      | сельское поселение Софьинское        |
| 79  | Игнатьево                       | село                    | ↘140      | сельское поселение Новохаритоновское |
| 80  | Игумново                        | село                    | ↘948      | городское поселение Кратово          |
| 81  | Ильинский                       | посёлок городского типа | ↗14 849   | городское поселение Ильинский        |
| 82  | Ильинское                       | село                    | ↗72       | сельское поселение Константиновское  |
| 83  | Имени Тельмана                  | посёлок                 | ↗4140     | сельское поселение Чулковское        |
| 84  | Какузево                        | деревня                 | ↗89       | сельское поселение Чулковское        |
| 85  | Каменное Тяжино                 | деревня                 | ↗135      | сельское поселение Чулковское        |
| 86  | Капустино                       | деревня                 | ↗201      | сельское поселение Вялковское        |
| 87  | Карпово                         | село                    | ↘233      | сельское поселение Новохаритоновское |
| 88  | Клишева                         | деревня                 | ↗1515     | сельское поселение Заболотьевское    |
| 89  | Колоколово                      | деревня                 | ↗27       | сельское поселение Рыболовское       |
| 90  | Коломино                        | деревня                 | ↗60       | сельское поселение Новохаритоновское |
| 91  | Колупаево                       | деревня                 | ↗79       | сельское поселение Рыболовское       |
| 92  | Комбината стройматериалов-1     | посёлок                 | ↘745      | сельское поселение Гжельское         |
| 93  | Комбината стройматериалов-2     | посёлок                 | ↗120      | сельское поселение Гжельское         |
| 94  | Константиново                   | село                    | ↘3399     | сельское поселение Константиновское  |
| 95  | Коняшино                        | деревня                 | ↗258      | сельское поселение Гжельское         |
| 96  | Копнино                         | деревня                 | ↗193      | сельское поселение Вялковское        |
| 97  | Коробово                        | деревня                 | ↗20       | сельское поселение Никоновское       |
| 98  | Костино                         | деревня                 | ↗29       | сельское поселение Ульянинское       |
| 99  | Косякино                        | деревня                 | ↗80       | сельское поселение Никоновское       |
| 100 | Кочина Гора                     | деревня                 | ↗6        | сельское поселение Константиновское  |
| 101 | Кошерово                        | деревня                 | ↘400      | сельское поселение Гжельское         |
| 102 | Кратово                         | посёлок городского типа | ↗15 790   | городское поселение Кратово          |
| 103 | Кривцы                          | село                    | ↗261      | сельское поселение Софьинское        |
| 104 | Кузнецово                       | деревня                 | ↗997      | сельское поселение Кузнецовское      |
| 105 | Кузяево                         | деревня                 | ↗372      | сельское поселение Новохаритоновское |
| 106 | Кузяевского фарфорового завода  | посёлок                 | ↗1176     | сельское поселение Новохаритоновское |
| 107 | Кулаково                        | деревня                 | ↗399      | сельское поселение Чулковское        |
| 108 | Лаптево                         | деревня                 | ↗11       | сельское поселение Ульянинское       |
| 109 | Левино                          | деревня                 | ↗202      | сельское поселение Никоновское       |
| 110 | Липкино                         | деревня                 | ↗9        | сельское поселение Никоновское       |
| 111 | Литвиново                       | деревня                 | ↗540      | сельское поселение Сафоновское       |
| 112 | Локтевая                        | деревня                 | ↗43       | сельское поселение Рыболовское       |
| 113 | Лубнинка                        | деревня                 | ↗11       | сельское поселение Рыболовское       |
| 114 | Лужки                           | деревня                 | ↗89       | сельское поселение Вялковское        |
| 115 | Лысцево                         | деревня                 | ↗44       | сельское поселение Ульянинское       |
| 116 | Макаровка                       | деревня                 | ↗54       | сельское поселение Никоновское       |
| 117 | Малахово                        | село                    | ↘99       | сельское поселение Заболотьевское    |
| 118 | Малое Саврасово                 | деревня                 | ↗42       | сельское поселение Константиновское  |
| 119 | Малышево                        | деревня                 | ↗63       | сельское поселение Ганусовское       |
| 120 | Малышево                        | село                    | ↗1082     | сельское поселение Кузнецовское      |
| 121 | Марково                         | село                    | ↘30       | сельское поселение Кузнецовское      |
| 122 | Машиностроитель                 | посёлок                 | ↘43       | сельское поселение Кузнецовское      |
| 123 | Меткомелино                     | деревня                 | ↗275      | сельское поселение Новохаритоновское |
| 124 | Мещеры                          | деревня                 | ↘28       | сельское поселение Новохаритоновское |
| 125 | Минино                          | деревня                 | ↘257      | сельское поселение Гжельское         |
| 126 | Мирный                          | посёлок                 | ↗268      | сельское поселение Кузнецовское      |
| 127 | Митьково                        | деревня                 | ↗6        | сельское поселение Никоновское       |
| 128 | Михайловская Слобода            | село                    | ↗442      | сельское поселение Чулковское        |
| 129 | Михеево                         | село                    | ↘388      | сельское поселение Рыболовское       |
| 130 | Морозово                        | деревня                 | ↘479      | сельское поселение Рыболовское       |
| 131 | Надеждино                       | деревня                 | ↘84       | сельское поселение Кузнецовское      |
| 132 | Натальино                       | деревня                 | ↗98       | сельское поселение Никоновское       |
| 133 | Нащекино                        | деревня                 | ↗120      | сельское поселение Ганусовское       |
| 134 | Нестерово                       | деревня                 | ↗350      | сельское поселение Ганусовское       |
| 135 | Нижнее Велино                   | деревня                 | ↗148      | сельское поселение Софьинское        |
| 136 | Нижнее Мячково                  | деревня                 | ↗699      | сельское поселение Чулковское        |
| 137 | Никитское                       | село                    | ↘1197     | сельское поселение Ульянинское       |
| 138 | Никоновское                     | село                    | ↗1465     | сельское поселение Никоновское       |
| 139 | Никулино                        | село                    | ↘107      | сельское поселение Никоновское       |
| 140 | Никулино                        | деревня                 | ↘283      | сельское поселение Рыболовское       |
| 141 | Новое                           | село                    | ↗2337     | сельское поселение Заболотьевское    |
| 142 | Новомайково                     | деревня                 | ↗41       | сельское поселение Ульянинское       |
| 143 | Новомарьинка                    | деревня                 | ↗14       | сельское поселение Ульянинское       |
| 144 | Новохаритоново                  | село                    | ↗687      | сельское поселение Новохаритоновское |
| 145 | Обухово                         | деревня                 | ↗295      | сельское поселение Гжельское         |
| 146 | Овчинкино                       | деревня                 | ↘3        | сельское поселение Константиновское  |
| 147 | Осеченки                        | деревня                 | ↗489      | сельское поселение Вялковское        |
| 148 | Панино                          | деревня                 | ↘503      | сельское поселение Ганусовское       |
| 149 | Паткино                         | деревня                 | ↗94       | сельское поселение Софьинское        |
| 150 | Патрикеево                      | деревня                 | ↗84       | сельское поселение Ганусовское       |
| 151 | Первомайка                      | деревня                 | ↗678      | сельское поселение Заболотьевское    |
| 152 | Першино                         | деревня                 | ↗61       | сельское поселение Ульянинское       |
| 153 | Пестовка                        | деревня                 | ↗32       | сельское поселение Никоновское       |
| 154 | Петровское                      | деревня                 | ↗329      | сельское поселение Кузнецовское      |
| 155 | Петровское                      | село                    | ↗13       | сельское поселение Софьинское        |
| 156 | Пласкинино                      | деревня                 | ↗311      | сельское поселение Кузнецовское      |
| 157 | Плетениха                       | деревня                 | ↘56       | сельское поселение Константиновское  |
| 158 | Подберёзное                     | деревня                 | ↗13       | сельское поселение Софьинское        |
| 159 | Поддубье                        | деревня                 | ↗37       | сельское поселение Ульянинское       |
| 160 | Полушкино                       | деревня                 | ↘222      | сельское поселение Вялковское        |
| 161 | Поповка                         | село                    | ↗357      | городское поселение Кратово          |
| 162 | Поповка                         | деревня                 | ↗460      | сельское поселение Сафоновское       |
| 163 | Починки                         | деревня                 | ↗75       | сельское поселение Ганусовское       |
| 164 | Прудки                          | деревня                 | ↗83       | сельское поселение Чулковское        |
| 165 | Пушкино                         | деревня                 | ↗2        | сельское поселение Константиновское  |
| 166 | Раменское                       | город                   | ↘113 897  | городское поселение Раменское        |
| 167 | Раменской агрохимстанции (РАОС) | посёлок                 | ↗1003     | сельское поселение Софьинское        |
| 168 | Редькино                        | деревня                 | ↗52       | сельское поселение Чулковское        |
| 169 | Ремзавода                       | посёлок                 | ↗629      | сельское поселение Ульянинское       |
| 170 | Речицы                          | село                    | ↗4865     | сельское поселение Гжельское         |
| 171 | Рогачёво                        | деревня                 | →17       | сельское поселение Ганусовское       |
| 172 | Родники                         | посёлок городского типа | ↗5343     | городское поселение Родники          |
| 173 | Рыбаки                          | деревня                 | ↗287      | сельское поселение Заболотьевское    |
| 174 | Рыболово                        | село                    | ↗1054     | сельское поселение Рыболовское       |
| 175 | Рылеево                         | посёлок                 | ↗2354     | сельское поселение Ганусовское       |
| 176 | Салтыково                       | село                    | ↗164      | сельское поселение Ганусовское       |
| 177 | Санатория «Раменское»           | посёлок                 | ↘116      | сельское поселение Сафоновское       |
| 178 | Сафоново                        | деревня                 | ↗821      | сельское поселение Сафоновское       |
| 179 | Сельвачево                      | деревня                 | ↗41       | сельское поселение Константиновское  |
| 180 | Сельцо                          | деревня                 | →7        | сельское поселение Константиновское  |
| 181 | Семеновское                     | деревня                 | ↗63       | сельское поселение Никоновское       |
| 182 | Сидорово                        | деревня                 | ↗110      | сельское поселение Новохаритоновское |
| 183 | Синьково                        | село                    | ↗340      | сельское поселение Софьинское        |
| 184 | Слободино                       | деревня                 | ↗11       | сельское поселение Рыболовское       |
| 185 | Слободка                        | село                    | ↗11       | сельское поселение Никоновское       |
| 186 | Слободка                        | деревня                 | ↗26       | сельское поселение Рыболовское       |
| 187 | Совхоза «Красковский»           | посёлок                 | ↗403      | сельское поселение Вялковское        |
| 188 | Совхоза «Раменское»             | посёлок                 | ↗4003     | сельское поселение Заболотьевское    |
| 189 | Совхоза «Сафоновский»           | посёлок                 | ↗272      | сельское поселение Сафоновское       |
| 190 | Соколово-Хомьяново              | деревня                 | ↘0        | сельское поселение Никоновское       |
| 191 | Софьино                         | село                    | ↗4115     | сельское поселение Софьинское        |
| 192 | Спартак                         | посёлок                 | ↗1639     | сельское поселение Верейское         |
| 193 | Спас-Михнево                    | деревня                 | ↗7        | сельское поселение Ганусовское       |
| 194 | Становое                        | деревня                 | ↗151      | сельское поселение Софьинское        |
| 195 | Старково                        | деревня                 | ↗484      | сельское поселение Сафоновское       |
| 196 | Старниково                      | деревня                 | ↗858      | сельское поселение Рыболовское       |
| 197 | Старомайково                    | деревня                 | ↗34       | сельское поселение Ульянинское       |
| 198 | Степановское                    | село                    | ↗199      | сельское поселение Ульянинское       |
| 199 | Строкино                        | село                    | ↘912      | сельское поселение Вялковское        |
| 200 | Татаринцево                     | село                    | ↗207      | сельское поселение Рыболовское       |
| 201 | Тимонино                        | деревня                 | ↗749      | сельское поселение Софьинское        |
| 202 | Титово                          | деревня                 | ↗61       | сельское поселение Чулковское        |
| 203 | Толмачёво                       | деревня                 | ↗148      | сельское поселение Никоновское       |
| 204 | Торопово                        | деревня                 | ↗132      | сельское поселение Рыболовское       |
| 205 | Трошково                        | деревня                 | ↗731      | сельское поселение Гжельское         |
| 206 | Турыгино                        | деревня                 | ↗428      | сельское поселение Новохаритоновское |
| 207 | Тяжино                          | деревня                 | ↗185      | сельское поселение Софьинское        |
| 208 | Удельная                        | посёлок городского типа | ↗18 111   | городское поселение Удельная         |
| 209 | Ульянино                        | село                    | ↗1139     | сельское поселение Ульянинское       |
| 210 | Устиновка                       | деревня                 | ↗218      | сельское поселение Вялковское        |
| 211 | Федино                          | деревня                 | ↘66       | сельское поселение Рыболовское       |
| 212 | Фенино                          | деревня                 | ↗404      | сельское поселение Гжельское         |
| 213 | Фомино                          | деревня                 | →29       | сельское поселение Рыболовское       |
| 214 | Фоминское                       | деревня                 | ↘335      | сельское поселение Ульянинское       |
| 215 | Фрязино                         | деревня                 | ↘40       | сельское поселение Новохаритоновское |
| 216 | Хлыново                         | деревня                 | ↗17       | сельское поселение Константиновское  |
| 217 | Холуденево                      | деревня                 | ↗31       | сельское поселение Софьинское        |
| 218 | Хрипань                         | деревня                 | ↗1010     | городское поселение Кратово          |
| 219 | Чекменево                       | деревня                 | ↗93       | сельское поселение Никоновское       |
| 220 | Чулково                         | деревня                 | ↗491      | сельское поселение Чулковское        |
| 221 | Шевлягино                       | деревня                 | ↘38       | сельское поселение Новохаритоновское |
| 222 | Шевлягинского завода            | посёлок                 | ↘14       | сельское поселение Новохаритоновское |
| 223 | Шилово                          | деревня                 | ↗148      | сельское поселение Софьинское        |
| 224 | Ширяево                         | деревня                 | ↗15       | сельское поселение Константиновское  |
| 225 | Шмелёнки                        | деревня                 | ↗284      | сельское поселение Вялковское        |
| 226 | Шувайлово                       | деревня                 | ↗5        | сельское поселение Константиновское  |
| 227 | Щеголево                        | деревня                 | ↗67       | сельское поселение Чулковское        |
| 228 | Электроизолятор                 | посёлок                 | ↘4141     | сельское поселение Новохаритоновское |
| 229 | Юрасово                         | деревня                 | ↗31       | сельское поселение Ульянинское       |
| 230 | Юрово                           | деревня                 | ↘976      | сельское поселение Кузнецовское      |
| 231 | Юсупово                         | село                    | ↗16       | сельское поселение Ульянинское       |
| 232 | Яньшино                         | деревня                 | ↗11       | сельское поселение Ульянинское       |

## Общая карта
Легенда карты:
|  | Более 80 000 жителей    |
|  | 10 000 — 20 000 жителей |
|  | 5000 — 10 000 жителей   |
|  | 1000 — 2000 жителей     |
|  | Менее 1000 жителей      |

## Политика
С 10 октября 2024 года Главой Раменского района является Малышев Эдуард  Владимирович
Глава района с 2023 по 2024 год - Ханин Николай Александрович
Глава района с  2019 по  2023 год - Неволин Виктор Валентинович 
Глава района с 2016  по 2019 год — Кулаков Андрей Николаевич
С 1996 по 2016 год глава района — Демин Владимир Федорович

## Экономика
Крупные предприятия района:
Раменское
- Раменское приборостроительное конструкторское бюро (РПКБ)
- Раменский приборостроительный завод (РПЗ)
- Концерн «Авионика»
- Завод «Энергия»

Еганово
- Раменский горно-обогатительный комбинат
- Завод по производству листового термо-полированного стекла Pilkington

дер. Трошково
- Завод пластиковых окон «REHAU»

пос. Быково
- Огромная автостоянка на территории аэродрома
- Рынок "На театральной"
- Завод электроинструмента «Интерскол»

с. Ново-Харитоново
- Завод «Электроизолятор»
- Завод по сборке автомобилей «Great Wall»[источник не указан 4941 день]

## Транспорт
Основой транспортной системы Раменского района являются две железные дороги: «Москва—Раменское—Рязань» и «Москва—Гжель—Шатура». На территории района расположены четыре железнодорожные станции: Раменское, Бронницы, Быково, Гжель и более десяти пассажирских платформ.
Из автодорог следует выделить федеральную автодорогу М5 «Урал» Москва—Рязань—Челябинск, Егорьевское шоссе и Малое Московское кольцо (A-107). Речные пути сообщения представлены рекой Москва, которая делит район на два равные по площади части.
Авиационный транспорт представлен аэропортами «Быково» и «Мячково»

### Пассажирские железнодорожные платформы и станции
|  |

|  |

|  |

|  |

|  |

|  |

|  |

|  |

|  |

|  |

|  |

|  |

|  |

|  |

|  |

|  |

|  |

|  |

|  |

|  |

|  |

|  |

|  |

|  |

|  |

|  |

|  |

|  |

|  |

|  |

|  |

|  |

|  |

|  |

|  |

|  |

|  |

|  |

|  |

|  |

|  |

|  |

|  |

|  |

|  |

|  |

|  |

|  |

|  |

|  |

|  |

|  |

|  |

|  |

|  |

|  |

По территории района проходит множество продуктопроводов (газо- и нефтепроводов) и ЛЭП.

## Достопримечательности
- Храм Великомученика Никиты в Лужках
- Усадьба «Быково» и Церковь Владимирской иконы Божией Матери
- Усадьба «Денежниково»
- Гжельский керамический промысел.